# Bogdanovite
La bogdanovite è un minerale scoperto nel 1979 a Dalnii Vostok, Kazakistan. È stato dedicato a Aleksei A. Bogdanov (1907-1971), geologo russo.

## Giacitura
Zona di ossidazione dei depositi di oro e tellurio.

## Forma in cui si presenta in natura
Massa compatta